# 民眾安全服務隊

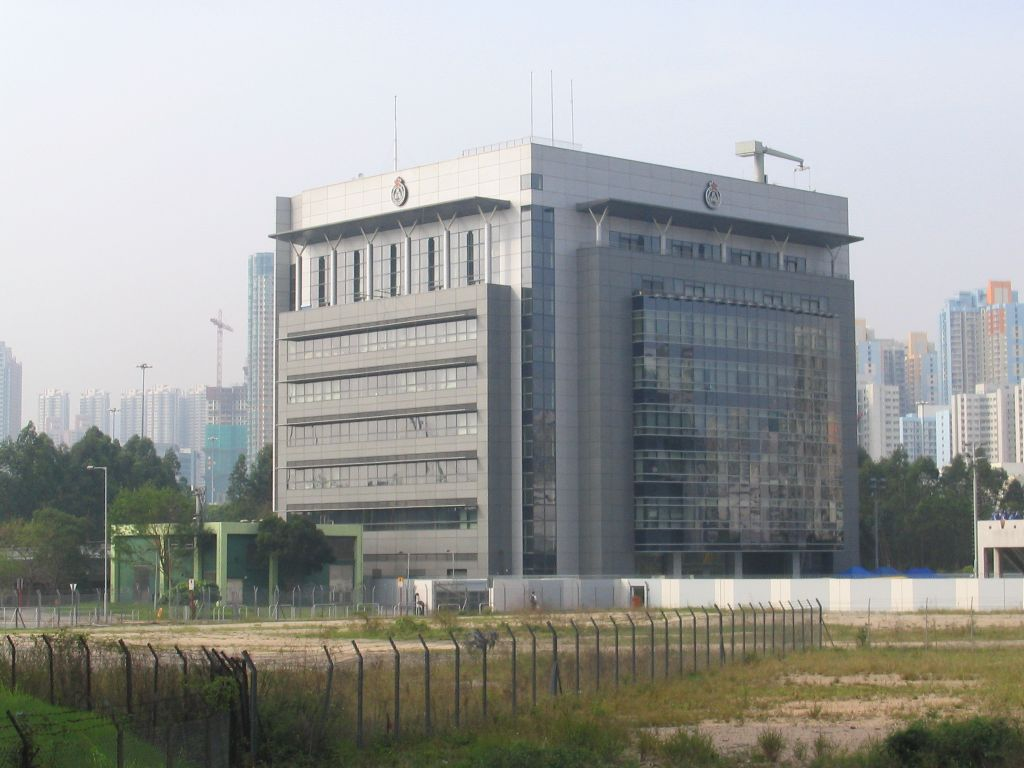
民眾安全服務隊總部門前的香港民眾安全服務隊徽章。

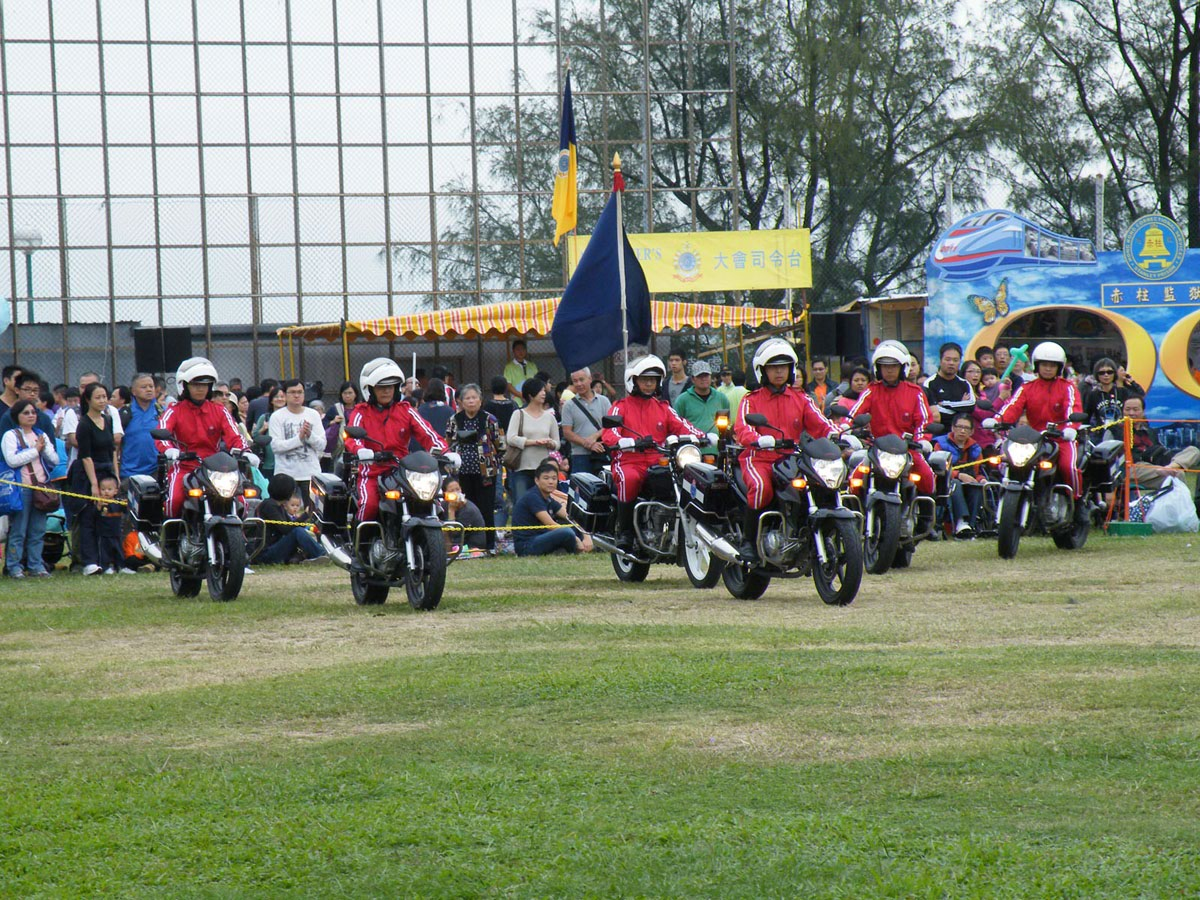
民眾安全服務隊電單車表演隊

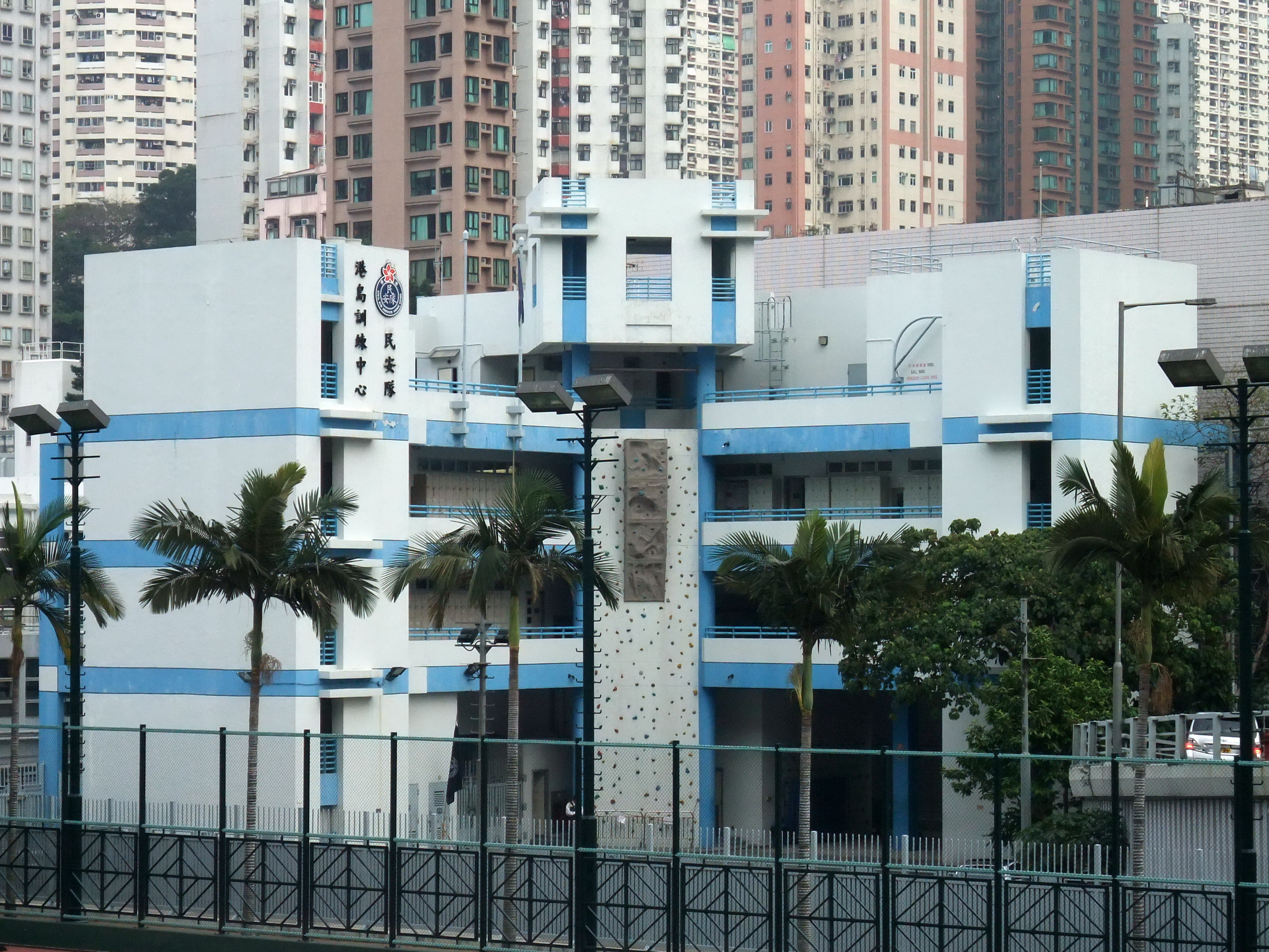
民眾安全服務隊，港島訓練中心的北面外貌。

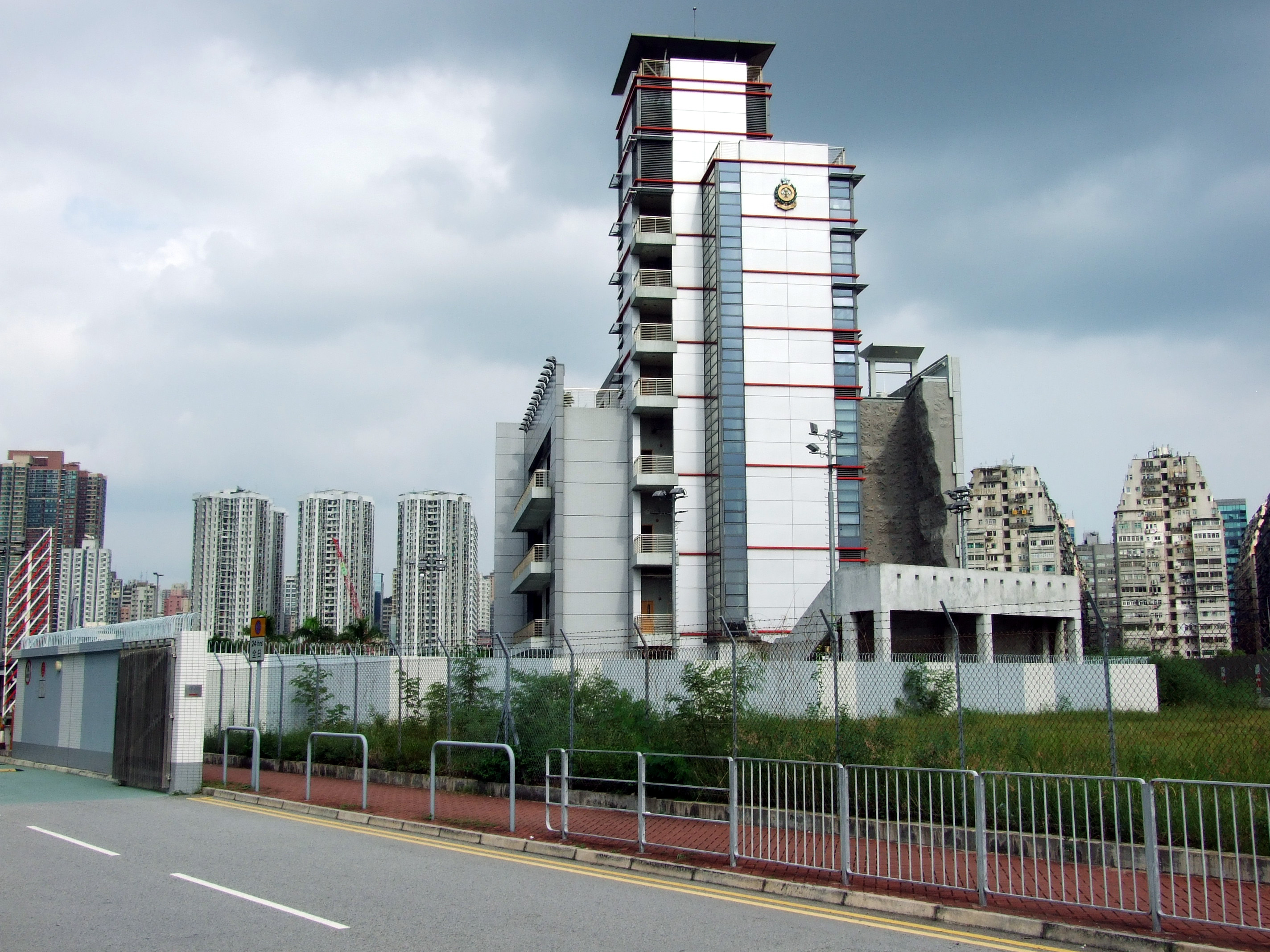
毗鄰民眾安全服務隊總部的消防處西九龍救援訓練中心，為民眾安全服務隊的共用設施。

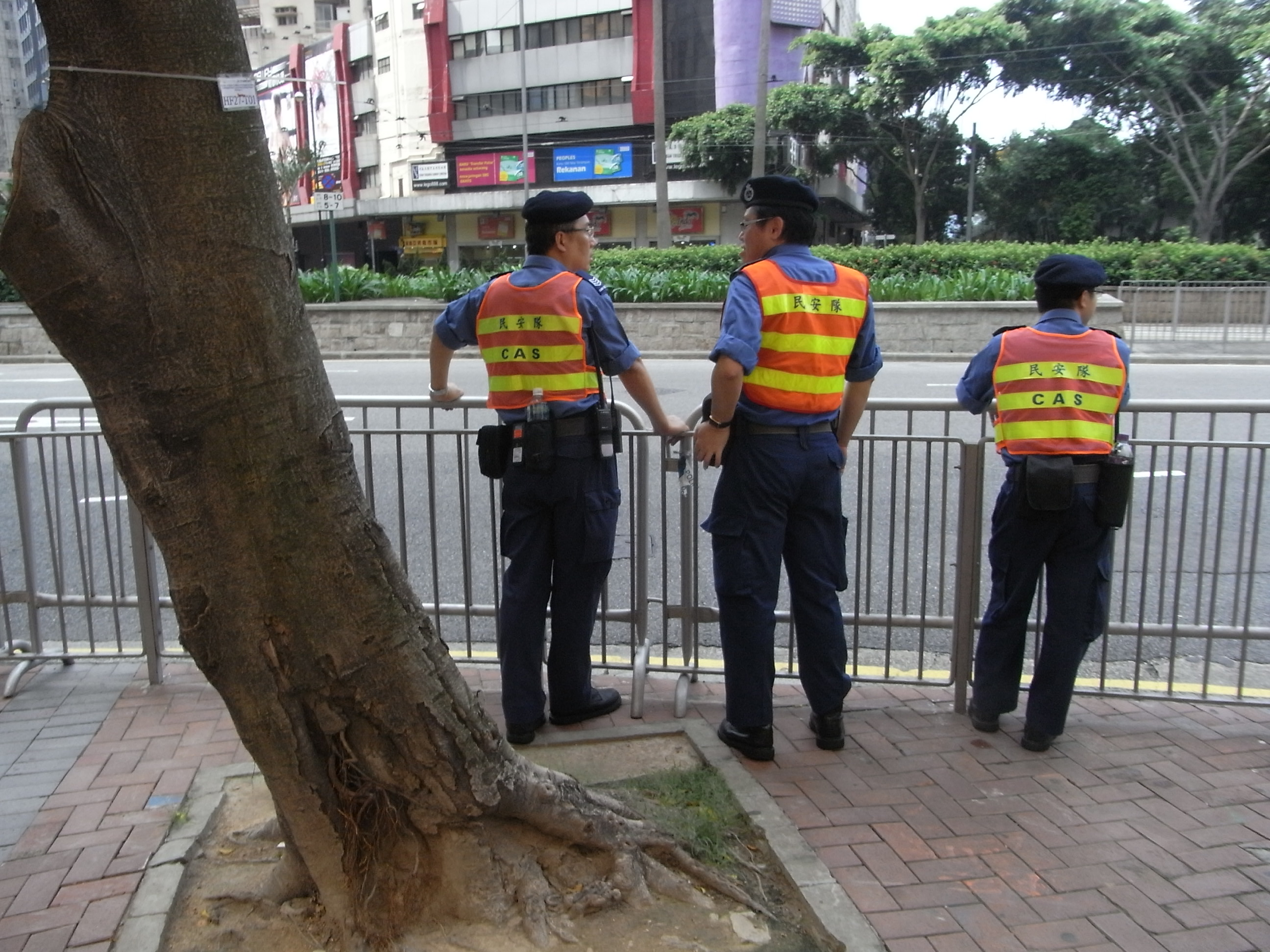
值勤中的民眾安全服務隊隊員

民眾安全服務隊（簡稱民安隊，縮寫作 CAS）是香港特別行政區政府保安局轄下的輔助紀律部隊之一，於1952年成立，初期為一個備戰的民防組織，經過多年發展，輾轉成為服務多元化的民防保安部隊，在發生天災人禍時，執行各種緊急服務，輔助正規紀律部隊，進行救援工作和維持治安。現任民眾安全服務隊處長為羅仁禮，領導3,769名成人隊員及4,032名民安隊少年團團員。民眾安全服務隊被譽為亞洲其中一支最優秀的志願輔助部隊，是世界各地志願工作團體的典範之一。
每當接獲通知，民眾安全服務隊人員需要於1小時45分鐘內抵達行動基地集合、接受匯報及準備，然後一同出發行動。於2012年全年，民眾安全服務隊參與了138次緊急服務，包括80次山嶺搜救、37次火災救援及15次水災或者颱風救援，服務時數達逾16,000小時；協助人群管理220次，服務時數達逾87,000小時。
民眾安全服務處簡稱民安處，編制人數為109人（2021年11月時點），包括一名職銜為總參事，其餘則為部門人員及一般職系人員。他們的工作是為民眾安全服務隊志願人員提供行動策劃及管制、隊員訓練、行政和後勤支援。部份職系人員需要同時兼任民眾安全服務隊的志願工作。民安處現任總參事暨民安隊副處長（行動）為梁冠康  （页面存档备份，存于）

## 隊訓
「安心為民，志獻社會」。

## 徽章
自1952年起，民安隊就使用以藍白色為主調的圓形徽章，上方配以不同的配飾。香港主權移交之前及之後，樣式改變並不算大，其中更改有以下兩點：
- 代表伊利沙伯二世的女皇皇冠改為香港特別行政區區徽，也令原本只有藍白二色的徽章，增加上紅色。
- 原本只有民安隊簡稱（CAS）在徽章中，其後改以中文簡稱及英文全稱（香港民安隊 及 Civil Aid Service Hong Kong）取代。

## 歷史
香港政府於1952年仿傚英國防空救護隊（Air Raid Precaution Corps）成立民眾安全服務隊，而早於1939年，香港政府已成立防空署統籌戰時民防工作，該部門除了負責修建防空洞及執行燈火管制演習，也組建各種義務民防隊伍，包括防空救護隊、後備滅火隊、消毒隊及挖掘隊等，並一直運作至1941年12月26日香港被日軍攻佔，防空署在1945年二戰結束後沒有恢復運作，其部分功能改由1952年成立的民眾安全服務隊承接，而民眾安全服務隊在成立初期的成員，也主要來自防空署組建的防空救護隊及後備滅火隊等戰時民防隊伍，民眾安全服務隊在當時仍是擔當備戰民防單位的角色，在六七暴動期間鬥委會發動連串街頭炸彈恐怖襲擊，在五個月間香港各區街頭被放置八千多枚真炸彈及疑似爆炸品，不但導致多名市民無辜被炸死，數量多到難以由駐港英軍的拆彈專家即時處理，所以當時須由民安隊隊員先行判斷是否有即時危險，然後再通報英國陸軍的拆彈專家移除。經過半世紀的發展後，民安隊逐漸成為職務廣泛的輔助組織。
最初民眾安全服務隊是按《基要服務團條例》於1952年成立。香港於1951年實施強制服役，故此在1950年代，民安隊的人員組成與同為「基要服務團」的後備消防隊和醫療輔助隊的情況相似，除了志願參加的隊員，港府為使各支後備民防隊伍都有足夠的人員，每年都會有一定數量的英籍香港市民被徵召到民安隊受訓並成為隊員，以備發生嚴重災害包括香港被外國軍隊入侵及轟擊時對救援人力的需求，直至1961年港府取消服役制度為止。港府於1997年主權移交前夕將民安隊改為另立新法例管治，不再屬於「基要服務團」之列。
2013年5月25日，民眾安全服務隊動員約700名人員在6處地點舉行為期一連兩日的表演練習，項目包括撲滅山火、山嶺搜救及水浸拯救等，同時加入不知名疫症及禽流感演習，隊員需要處理隔離病房運作及運送受到感染病人往來隔離病房。

## 歷任處長
- 民眾安全服務隊處長（Commissioner）[10]
  - 泰利先生，CBE，CStJ，JP（1951年－1967年）
  - 胡百全先生，CBE，JP（1968年—1977年）
  - 羅保爵士，CBE，LLD，JP（1977年—1992年）
  - 梁乃鵬博士，GBS，LLD，JP（1993年—2007年）
  - 李樹榮博士，SBS，JP（2008年—2018年）
  - 羅仁禮先生，MH，JP（2019年至今）

- 民眾安全服務處總參事（Chief Staff Officer，公務員編制之首，兼任民安隊副處長（行動））[10]
  - 陶雅禮先生，JP（1952年－1953年）
  - 黎保德先生，JP（1953年－1954年）
  - 莫禮遜先生（C. M. G. Morrison），JP（1954年－1955年）
  - 魯佐之先生（G. T. Rowe），JP（1955年－1956年）
  - 亞歷山大先生（D. R. W. Alexander），MBE，JP（1956年－1957年）
  - 羅能士先生，JP（1957年－1960年）
  - 希理立中校，JP（LT. COL. C.G. Hilliard）（1960年－1968年）
  - 卓德少校，MBE，JP（Major J P Chutter）（1968年－1972年）
  - 傅全先生，ISO，JP（J A Fortune）（1973年－1989年）
  - 賈允能先生，MBE，CPM，ISO，JP（F S Kavanagh）（1989年－1996年）
  - 馮國謙先生，MBE（1996年－1998年10月）
  - 陳明鉅先生，JP（1998年10月－2006年10月）
  - 廖志強先生，BBS（2006年10月－2010年11月）
  - 林國華先生，BBS（2010年11月－2016年12月）
  - 張達賢先生（2016年12月－2019年3月）
  - 方耀堂先生（2019年11月8日－2022年7月22日）
  - 梁冠康工程師，FSDSM（2022年7月25日至今）

## 職級
| 所屬職級   | 中文名稱                               | 英文名稱（縮寫）                                                                                                   | 肩章                                       | 人數     | 級別                      |
| ---------- | -------------------------------------- | --- | ------------------------------------------ | -------- | ------------------------- |
| 處長級     | 處長                                   | Commissioner（C）                                                                                                  | 一枚民安隊嘉禾花、一枚市花嘉禾花及一枚軍星 | 1名      | 高七級長官（SVII）        |
| 處長級     | 副處長                                 | Deputy Commissioner（DC）                                                                                          | 一枚民安隊嘉禾花及一枚市花嘉禾花           | 3名      | 七級長官（VII）           |
| 處長級     | 高級助理處長                           | Senior Assistant Commissioner（SAC）                                                                               | 一枚民安隊嘉禾花及一枚軍星                 | 4名      | 七級長官（VII）           |
| 處長級     | 區域總指揮/助理處長                    | Regional Commander（RC） / Assistant Commissioner（AC）                                                            | 一枚民安隊嘉禾花                           | 8名      | 七級長官（VII）           |
| 高級長官級 | 區域副總指揮/訓練學校校長              | Deputy Regional Commander（DRC） / Commandant, Training School（Cmdt）                                             | 一枚市花嘉禾花及兩枚軍星                   | 13名     | 高六級長官（SVI）         |
| 高級長官級 | 區域助理總指揮/訓練學校副校長/首席參事 | Assistant Regional Commander（ARC） / Deputy Commandant, Training School（DCmdt） / Principal Staff Officer（PSO） | 一枚市花嘉禾花及一枚軍星                   | 27名     | 六級長官（VI）            |
| 高級長官級 | 中隊指揮官/訓練學校助理校長/高級參事   | Company Commander（OC） / Assistant Commandant, Training School（ACmdt）/ Senior Staff Officer（SSO）              | 一枚市花嘉禾花                             | 43名     | 高五級長官（SV） 俗稱風車 |
| 長官級     | 中隊副指揮官/參事/分隊組羣指揮官       | Deputy Company Commander（DCC）/ Staff Officer（SO）/ Platoon Group Commander （PGC）                              | 三枚軍星                                   | 316名    | 五級長官（V）俗稱三粒花   |
| 長官級     | 分隊指揮官/助理參事                    | Platoon Commander（PC）/ Assistant Staff Officer（ASO）                                                            | 兩枚軍星                                   | 316名    | 四級長官（IV）            |
| 長官級     | 分隊指揮官/助理參事（見習）            | (Probationary) Platoon Commander / Assistant Staff Officer                                                         | 一枚軍星                                   | 316名    | 四級長官（IV）            |
| 員佐級     | 總小隊長                               | Chief Section Leader（CSL）                                                                                        | 三勾及半勾外加一枚方格                     | 167名    | 高三級隊員（SIII）        |
| 員佐級     | 高級小隊長                             | Senior Section Leader（SSL）                                                                                       | 三勾及半勾                                 | 167名    | 高三級隊員（SIII）        |
| 員佐級     | 小隊長                                 | Section Leader（SL）                                                                                               | 三勾                                       | 347名    | 三級隊員（III）           |
| 員佐級     | 副小隊長                               | Deputy Section Leader（DSL）                                                                                       | 二勾                                       | 646名    | 二級隊員（II）            |
| 員佐級     | 高級隊員                               | Senior Member（SMbr）                                                                                              | 一勾                                       | 828名    | 高一級隊員（SI）          |
| 員佐級     | 隊員                                   | Member（Mbr） | 無                                         | 1367名   | 一級隊員（I）             |
| 少年團員   | 高級少年領袖                           | Senior Cadet Leader（SCL）                                                                                         | 三勾及半勾（黃色）                         | 160名    | -                         |
| 少年團員   | 少年領袖                               | Cadet Leader（CL）                                                                                                 | 三勾（黃色）                               | 逾300名  | -                         |
| 少年團員   | 副少年領袖                             | Deputy Cadet Leader（DCL）                                                                                         | 二勾（黃色）                               | 逾600名  | -                         |
| 少年團員   | 高級團員                               | Senior Cadet（SC）                                                                                                 | 一勾（黃色）                               | 逾800名  | -                         |
| 少年團員   | 團員                                   | Cadet（C） | 無                                         | 逾2400名 | -                         |

- 除處長級人員外，成人隊服肩章上印有白色的“CAS民安隊”字樣
- 少年團服肩章上印有黃色的民安隊少年團CAS Cadet字樣

## 車輛

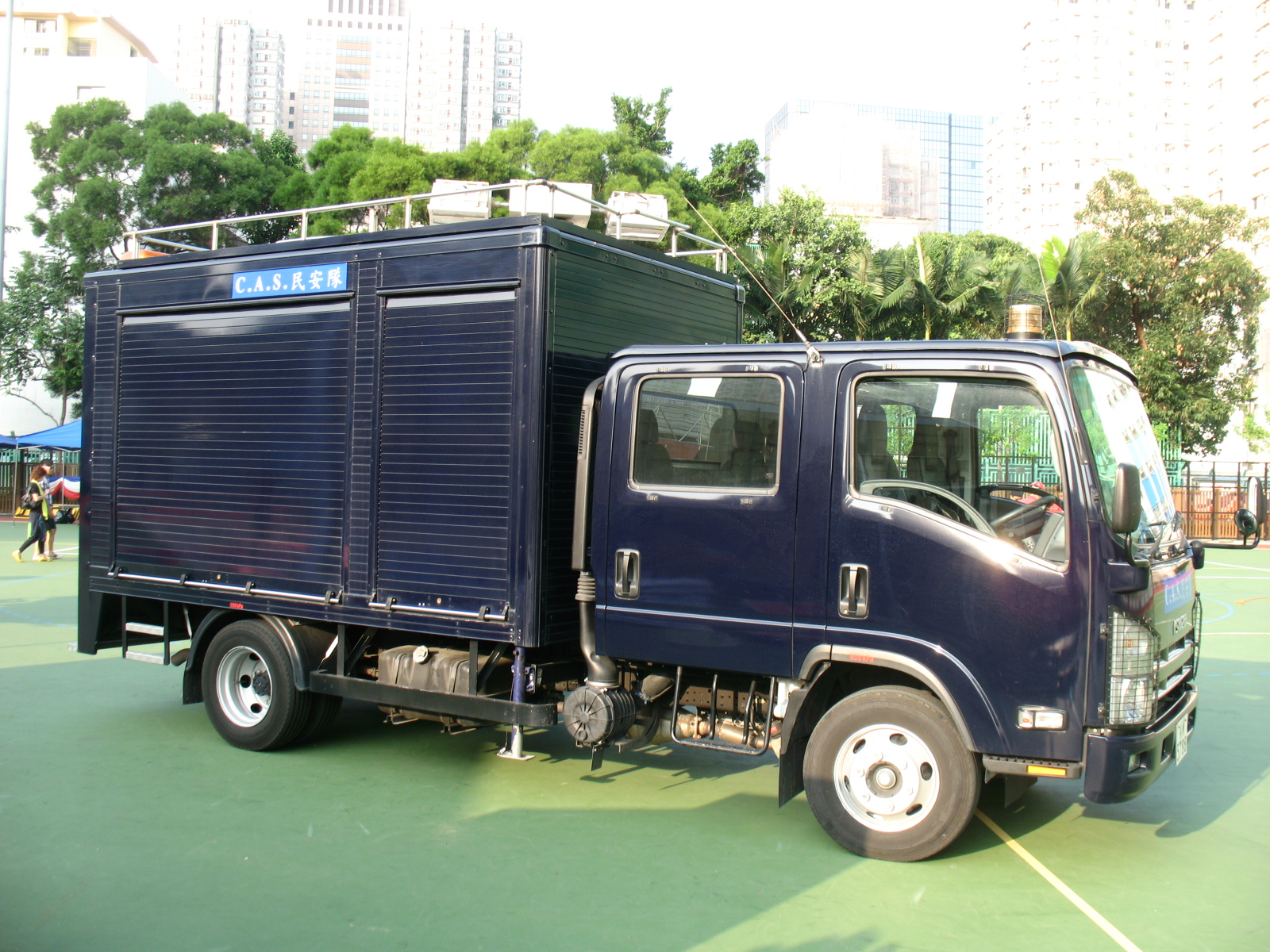
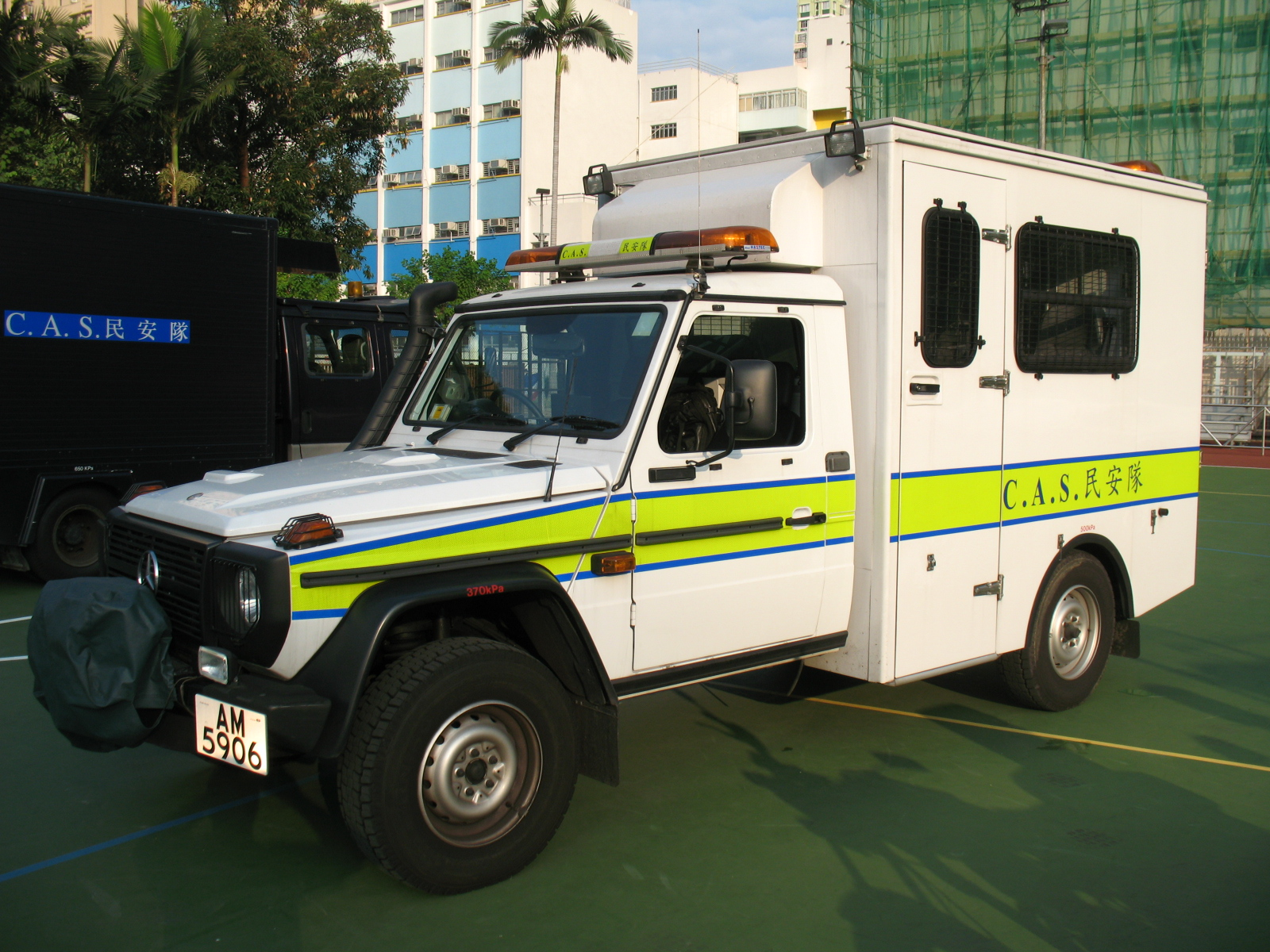

## 訓練場地

### 民安隊總部
民安隊總部位於香港九龍油麻地渡華路，主要舉辦全日制、部分時間制訓練，及職員辦公地點。總部特別設有專門進行搶救及運動攀爬的埸地。

### 民安隊港島訓練中心
港島訓練中心位於港島銅鑼灣摩頓台，主要舉辦全日制、部分時間制訓練，中心特別設有專門進行搶救及運動攀爬的埸地。

### 民安隊大灘訓練營
大灘訓練營在新界西貢北大灘，佔地12,000平方米，並設有行政大樓、淨水池、危險品倉庫、廚房及用作舉行露營及戶外活動的營區，同時設有泳池及更衣室，提供水上活動的訓練場地。另外，由香港賽馬會資助興建、能容納60人的宿舍在2018年完工，該宿舍有三個大型睡房及兩個專為導師而設的獨立房間，每間房間都有雙層床及儲物櫃，整齊有序。附近也有民安隊水上活動訓練中心，距離訓練營約10分鐘步行路程。

### 圓墩訓練營
圓墩訓練營佔地19公頃，位於荃灣青山公路青龍頭海拔230米的山上，原址為圓墩村。1973年獲政府同意撥地興建，同年財政部批准撥款。訓練營的建造集合了各個政府部門、私人機構、社會知名人士及民安隊隊員的努力，包括駐港英軍、前漁農處、前市政事務處、前皇家香港賽馬會、益力多乳品有限公司等等。大部份基礎設備則由民安隊內各單位人員親力建造。
與其他訓練營地一樣，圓墩訓練營是利用市區難以接觸的原野環境及氣氛，為成人隊及少年團成員提供訓練場地，使他們在多姿多彩的戶外活動中學習到紀律精神及堅強意志。

## 主要部隊

### 山嶺搜救中隊
民安隊山嶺搜救中隊的前身為攀山搶救隊，該隊自1969年成立以來，便肩負起本港的山嶺搜救任務，包括搜索及拯救在山嶺遠足活動中被困或失蹤的人士。
山嶺搜救中隊隊員都是輔助人員，其編制人數為164人，隊內每位成員均接受正式的山嶺搜索及拯救訓練。該隊總部及行動基地設於九龍油麻地渡華路8號，隊員須於星期六、日及公眾假期在民安隊總部和飛行服務隊總部輪值候命。山嶺搜救中隊每年在秋、冬兩季出動次數較為頻密，尤以假日及週末為甚。拯救行動主要由警方、消防處或其他有關政府部門發出動員通知。
山嶺搜救中隊的座右銘是「攀山越嶺，拯救險困，時刻候命，服務社群」。

### 緊急救援中隊
緊急救援中隊是民眾安全服務隊轄下一個快速動員單位，隸屬特遣部隊，專責重型搶救工作、坍塌搜索及拯救、高空拯救、密閉空間及交通意外等重大事故中的救援任務。該隊能在90分鐘內奉召出動。於香港發生大型災難如水浸、山泥傾瀉、颱風時，拯救災民及協助災民疏散。

### 民安隊少年團
民安隊少年團（英文：Civil Aid Service Cadet Corps，縮寫：CASCC）成立於1968年，是民眾安全服務隊架構下的一部分，隊員年齡由12至17歲，是香港的其中一個青少年制服團體。少年團為團員提供訓練課程、活動、社會服務，例如人群管理及郊野公園巡邏等。 現任少年團總指揮為彭穎生先生, MH。民安隊少年團是香港特別行政區政府民眾安全服務隊管理的一個青少年制服團體，由2個辦公室、5個中隊、20個分隊組羣組成，分佈全港九新界各區。團員所有的制服及裝備均由民安隊免費借用。少年團為青少年團員安排紀律訓練、課程、活動、社會服務，例如人群管理及巡邏郊野公園等，培育青少年的良好品德及在德、智、體、群各方面作全面發展，成為良好公民。團員所有的制服及裝備均由民安隊免費借出。
年滿12歲又未滿16歲的青少年可以申請加入民安隊少年團。當少年團團員年滿18歲時，其少年團員身份會被終止，即退休。

## 長期服務獎章
在香港授勳及嘉獎制度下，品格優良且表現良好的民安隊長官及隊員，在服務滿15年後可獲頒長期服務獎章。此後，服務滿20年、25年、30年、35年或40年者，則可分別獲頒第一至第五加敘勳扣。在1997年主權移交以前，民安隊長官及隊員則可獲頒民防部隊長期服務獎章。
| 中文名稱                             | 英文名稱                                        | 綬帶 |
| ------------------------------------ | ----------------------------------------------- | ---- |
| 民眾安全服務隊長期服務獎章及加敘勳扣 | Civil Aid Service Long Service Medal and Clasps |      |
| 民防部隊長期服務獎章                 | Civil Defence Long Service Medal (CDM)          |      |

## 爭議

### COVID-19期間事件
2020年2月14日，香港立法會議員鄭松泰於社交媒體轉載一封發給民安隊的通函，指政府對在COVID-19隔離營值勤看管的民安隊隊員僅提供400港元津貼了事，濫用隊員服務社會的情操。他批評香港警察於反對逃犯條例修訂草案運動期間所獲得的超時工資超過10億港元，卻民安隊隊員卻被要求近距離接觸隔離人士，而且防護裝備（包括保護袍及口罩等）極度不足，根本是（讓隊員）「搵命搏」（冒生命危險）。
蘋果日報及後於4月23日報道，有參與抗疫的民安隊隊員3個月後仍未收到津貼，有人累積應得津貼約1.5萬元。民安隊回應因需時調整及更新有關系統，所以有所延誤。

## 外部連結
- 官方网站
- 民眾安全服務隊的Facebook專頁